# NGC 3338
NGC 3338 é uma galáxia espiral (Sc) localizada na direcção da constelação de Leo. Possui uma declinação de +13° 44' 48" e uma ascensão recta de 10 horas, 42 minutos e 07,6 segundos.
A galáxia NGC 3338 foi descoberta em 19 de Março de 1784 por William Herschel.